# Котов, Михаил Юрьевич

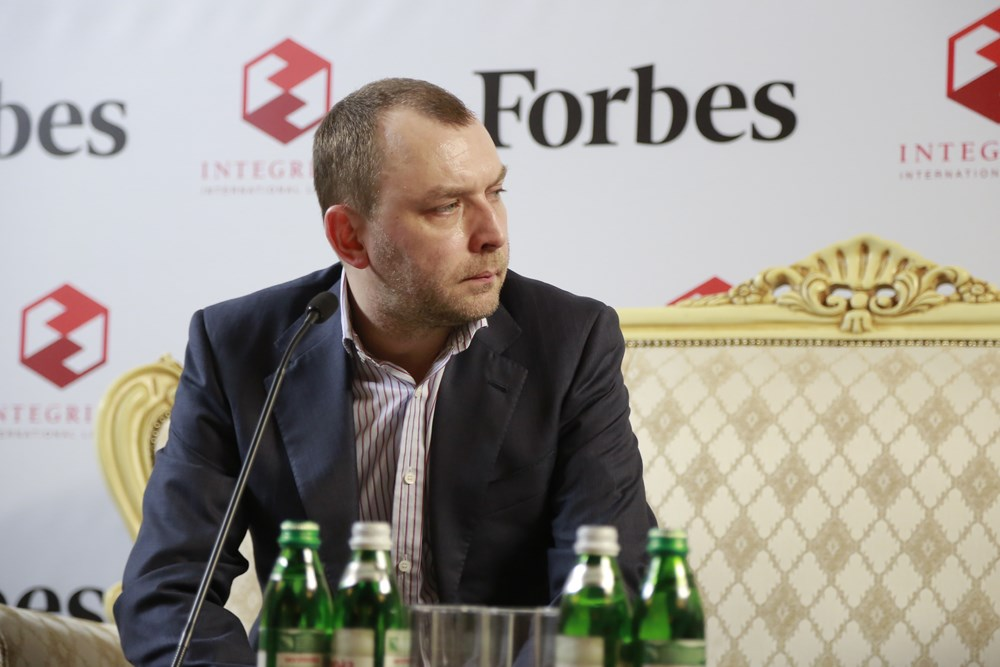

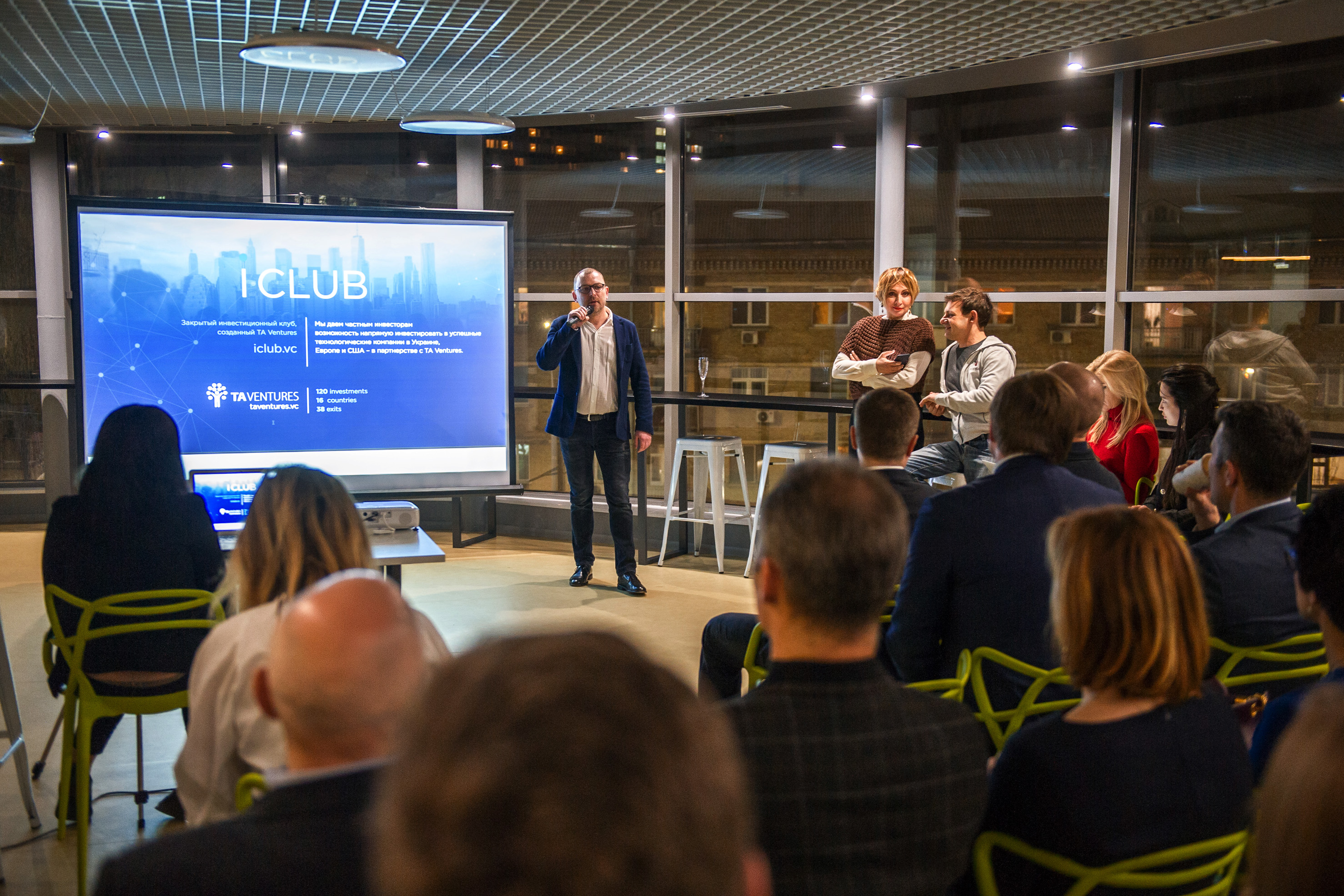

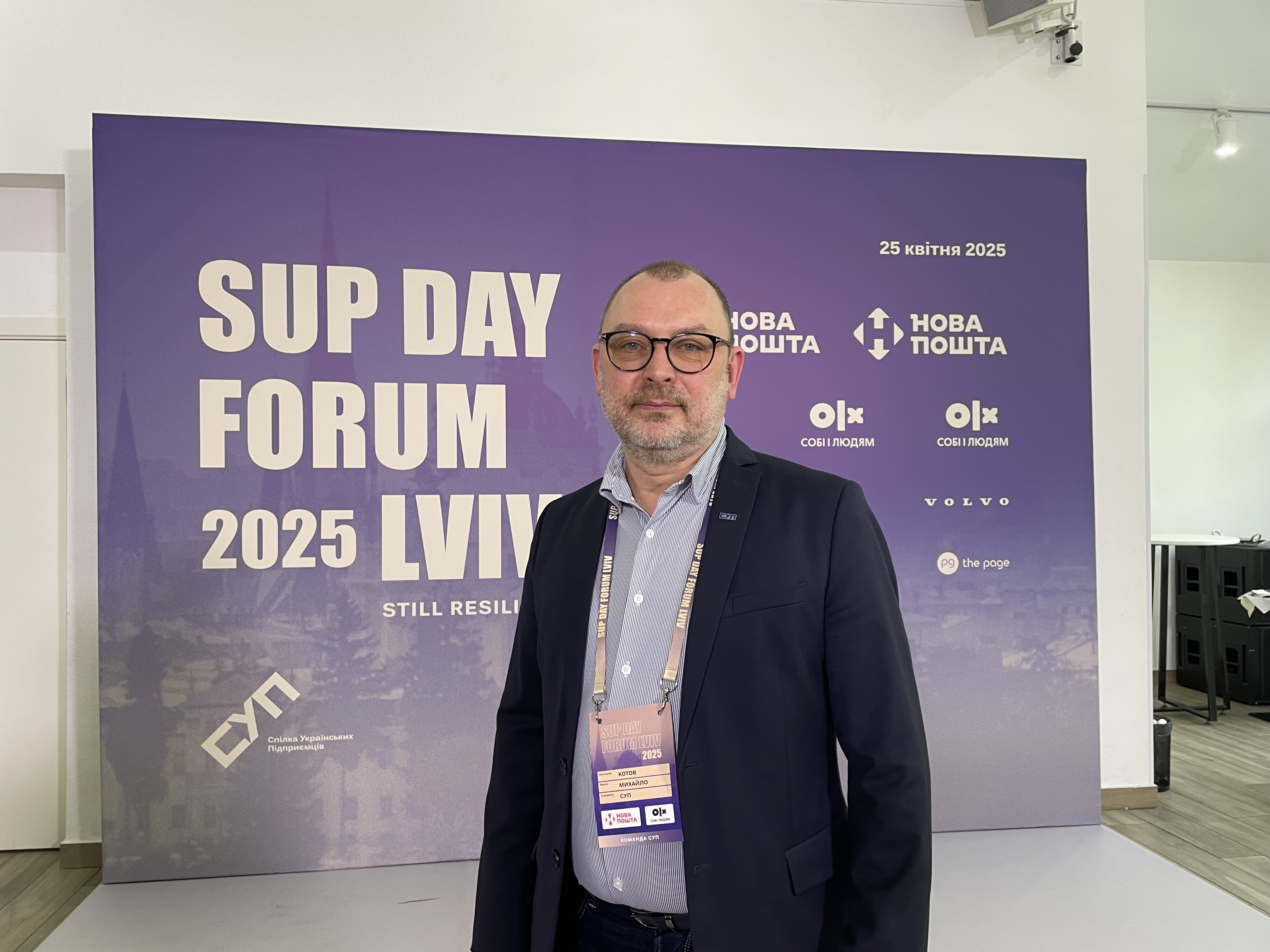

Михаи́л Ю́рьевич Ко́тов (род. 17 июля 1969, Москва) — российский и украинский журналист. Бывший главный редактор интернет-издания «Газета.ру» (2010—2013) и издания «Forbes Украина» (2013—2015).

## Биография
Родился 17 июля 1969 года в Москве.
В 1988 году окончил Музыкальное училище имени Гнесиных в Москве по классу джазовой трубы.
В 1996 году окончил Московский государственный университет культуры и искусств.
С конца 1980-х по середину 1990-х годов в основном занимался музыкальной деятельностью.
Начал журналистскую карьеру в 1998 году. В 1998—1999 годах был обозревателем (в основном — автором клубных обзоров) в журнале «Столица-Афиша», выпускавшемся Издательским домом «Коммерсантъ». 
В ноябре 1999 года присоединился к редакции интернет-издания «Газета.ру». Сначала был заместителем редактора отдела публицистики, в 2001—2006 годах — редактором отдела общества, в 2005—2006 годах — заместителем главного редактора и (одновременно) редактором отдела общества, в 2006—2010 годах — первым заместителем главного редактора и руководителем блока оперативной информации. 15 июля 2010 стал главным редактором издания вместо перешедшего в газету «Коммерсантъ» Михаила Михайлина. Покинул «Газету.ру» в марте 2013 года из-за разногласий с новым менеджментом издателя, в частности, с управляющим директором Дмитрием Сергеевым. Ряд наблюдателей связывает конфликт с произошедшим в декабре 2012 года переходом компании SUP Media, которой принадлежала «Газета.ру», под полный контроль предпринимателя Александра Мамута.
С марта по июль 2013 года — исполнительный директор-главный продюсер медиагруппы «РИА Новости», где возглавлял продюсерский центр. Занимался созданием и развитием продюсерского центра медиагруппы, направленного на координацию контентных подразделений и интеграцию медиаресурсов.
С июля 2013 года по сентябрь 2015 года — главный редактор издания «Forbes Украина».
C 2016 года занимается венчурным предпринимательством и консалтингом. В 2017 году стал Chief Executive Officer украинского инвестиционного клуба iClub, который специализируется на венчурных инвестициях и объединяет частных инвесторов, заинтересованных в технологических стартапах. С 2022 года Котов активно работает как советник по международным проектам Союза украинских предпринимателей (СУП). Он занимается поддержкой украинского малого и среднего бизнеса за рубежом, развитием деловых связей с европейскими предпринимателями, а также участием в проектах экономической дипломатии и технологического партнёрства.